# Молдавија на Светском првенству у атлетици у дворани 2018.
Молдавија је учествовала на 17. Светском првенству у атлетици у дворани 2018. одржаном у Бирмингему од 1. до 4. марта тринаести пут. Репрезентацију Молдавије представљала је једна атлетичарка која се такмичила у бацање кугле.,
На овом првенству такмичарка Молдавије није освојила ниједну медаљу нити је остварила неки резултат.

## Учесници
Жене:
- Димитријана Сурду — Бацање кугле

## Резултати

### Жене
| Атлетичар         | Дисциплина   | Лични рекорд | Финале   | Финале  | Детаљи |
| Атлетичар         | Дисциплина   | Лични рекорд | Резултат | Место   | Детаљи |
| ----------------- | ------------ | ------------ | -------- | ------- | ------ |
| Димитријана Сурду | Бацање кугле | 17,83 НР     | 17,22    | 14 / 15 |        |